# でんしれんぢ
でんしれんぢは愛媛県今治市出身・在住の4人組バンドである。

## 略歴
- 2003年に結成。
- 2006年、オルネシオレコードよりインディーズデビュー。その後インターネット上で「ゆうきのうた」のフラッシュアニメーションが話題となり、数多くのメディアに登場。
- 2008年、avexJ-moreよりメジャーデビュー。
- 2008年10月7日、日本テレビ系「誰も知らない泣ける歌」初回2時間SPに出演。
- 2009年3月21日の愛媛県松山市でのライブで解散宣言し、この日のライブが事実上最後の活動となる。解散は突然決めたことではなく、インディーズデビューしたときから決めていたものであった。

## メンバー
- すずーだ（1994年6月3日 - ）ボーカル
- めぐーだ（12月15日 - ）作詞・コーラス。すずーだの母
- まこっちゃん（1978年5月15日 - ）作曲・ギター・コーラス
- ゆきちゃん（1976年5月5日 - ）ベース

## ディスコグラフィー

### シングル
1. ゆうきのうた（2007年6月20日、オルネシオレコード）
  1. ゆうきのうた（伊予銀行CMソング）
  2. めっせーじ
  3. ゆうきのうた（カラオケバージョン）
2. ゆうきのうた（2008年2月6日、J-more）
  1. ゆうきのうた
  2. めっせーじ
  3. ゆうきのうた（カラオケバージョン）
  4. めっせーじ（カラオケバージョン）

フラッシュアニメを収録したDVD付き